# Georg Plantagenet, 1. hertug af Clarence
Georg Plantagenet, hertug af Clarence (21. oktober 1449 – 18. februar 1478) var søn af Richard Plantagenet, 3. hertug af York og Cecily Neville, og bror til to engelske konger: Edvard 4. og Richard 3. Han spillede en vigtig rolle i den dynastiske strid mellem de rivaliserende fraktioner af Plantagenet-slægten, i dag kendt som Rosekrigene.
Selvom han var et medlem af Huset York, skiftede han side for at støtte Huset Lancaster, inden han vendte tilbage til York-fraktionen. Han blev senere dømt for forræderi mod sin bror, Edvard 4., og blev henrettet angiveligt ved at blive druknet i en tønde malvasier, en hedvin). Han optræder i William Shakespeares skuespil Henrik den Sjette, 3. del og Richard den Tredje., hvor hans død tilskrives Richards rænkespil.

## Liv
Georg blev født den 21. oktober 1449 i Dublin, hvor hans far, hertugen af York, var begyndt at udfordre Henrik 6.'s trone. Hans gudfar var James FitzGerald, 6. jarl af Desmond. Han var den 3. af Richard og Cecilys fire sønner, der nåede voksenalderen. Hans far døde i 1460. I 1461 blev hans ældre bror konge af England som Edvard 4., og Georg blev hertug af Clarence. På trods af sin unge alder blev han udnævnt til Lord Lieutenant of Ireland samme år.
Efter at være blevet nævnt som en mulig ægtemand til Maria, datter af Kar den Dristige, hertug af Burgund, kom Clarence under sin fætter, Richard Neville, jarlen af Warwicks indflydelse og blev i juli 1469 gift i Église Notre-Dame de Calais med jarlens ældste datter Isabel Neville.
Clarence havde aktivt støttet sin storebrors krav på tronen, men da hans svigerfar (kendt som "Kongemageren") forlod Edvard 4. for at alliere sig med Margrete af Anjou, hustru til den afsatte kong Henrik, støttede Clarence ham og blev frataget sit embede som Lord Lieutenant. Clarence sluttede sig til Warwick i Frankrig og medbragte sin gravide kone. Hun fødte deres første barn, en pige, den 16. april 1470 på et skib uden for Calais. Barnet døde kort efter. Henrik 6. belønnede Clarence ved at gøre ham nummer to i arvefølgen efter sin egen søn, og begrundede udelukkelsen af Edvard 4. fra arvefølgen enten for hans tab af ære, liv og gods for for hans forræderi mod Henrik 6. eller på grund af hans påståede illegitimitet. Efter kort tid indså Clarence, at hans loyalitet over for sin svigerfar var malplaceret: Warwick fik sin yngste datter, Anne Neville, Clarences svigerinde, gift med Henrik 6.'s søn i december 1470. Det viste, at hans svigerfar var mindre interesseret i at gøre ham til konge end at tjene sine egne interesser, og da det nu syntes usandsynligt, at Warwick ville erstatte Edvard 4. med Clarence, blev Clarence i hemmelighed forsonet med Edvard.
Warwicks bestræbelser på at holde Henrik 6. på tronen mislykkedes i sidste ende, og Warwick blev dræbt i Slaget ved Barnet i april 1471. Den genindsatte kong Edvard 4. bragte sin bror Clarence tilbage i kongens gunst ved at gøre ham til Great Chamberlain of England. Da hans svigerfar var død, blev Clarence jure uxoris jarl of Warwick, men arvede ikke hele Warwick-ejendommen, da hans yngre bror, Richard, hertug af Gloucester, havde giftet sig (ca. 1472) med Anne Neville, som var blevet enke i 1471. Edvard greb ind og delte godset mellem sine brødre. Clarence blev indsat gennem sin hustrus ret som 1. jarl af Warwick den 25. marts 1472, og 1. jarl af Salisbury i en ny oprettelse.
I 1475 fødte Clarences hustru Isabel en søn, Edvard, senere jarl af Warwick. Isabel døde den 22. december 1476, to måneder efter at have født en kortlevende søn Richard (5. oktober 1476 – 1. januar 1477). Georg og Isabel ligger begravet sammen i Tewkesbury Abbey i Gloucestershire. Deres overlevende børn Margaret og Edvard blev opdraget af deres moster, Anne Neville, til hun døde i 1485, da Edvard var 10 år gammel. 

## Død
Skønt de fleste historikere nu mener, at Isabels død skyldtes lungetuberkulose eller barselsfeber, var Clarence overbevist om, at hun var blevet forgiftet af en af hendes hofdamer, Ankarette Twynyho, som han på retslig vis myrdede i april 1477 ved uden videre at anholde hende og tyrannisere en jury i Warwick til at dømme hende for mord ved forgiftning. Hun blev hængt umiddelbart efter retssagen sammen med John Thursby, en medtiltalt. Hun blev posthumt benådet i 1478 af kong Edvard. Clarences mentale tilstand forværredes fra dette tidspunkt og førte til hans deltagelse i endnu et oprør mod sin bror Edvard.
I 1477 var Clarence igen frier til Marias hånd. Hun var lige blevet hertuginde af Burgund. Edvard var mod forbindelsen, og Clarence forlod hoffet.
Arrestationen og tilbageholdelsen i Tower of London af et medlem af Clarences' følge, Oxford-astronomen John Stacey, førte til hans tilståelse under tortur om, at han havde "forestillet sig og opnået" kongens død og brugte sortekunster til at opnå den. Han implicerede en Thomas Burdett og en Thomas Blake, præst ved Staceys college (Merton College, Oxford). Alle tre blev retsforfulgt for forræderi, fundet skyldige og dømt til at blive slæbt til Tyburn og hængt. Blake blev reddet i 11. time af f James Goldwell, biskoppen af Norwich, men de to andre blev dræbt som beordret.
Det var en klar advarsel til Clarence, som han ignorerede. Han udnævnte John Goddard til at bryde ind i parlamentet og opvarte underhuset med Burdett og Staceys erklæringer om uskyld, som de havde afgivet inden deres død. Goddard var et meget uklogt valg, da han var en tidligere Lancaster-støtte, der havde fremsat Henrik 6.'s krav på tronen. Edvard hidkaldte Clarence til Windsor, irettesatte ham voldsomt, anklagede ham for forræderi og beordrede hans øjeblikkelige arrestation og indespærring.
Clarence blev fængslet i Tower of London og stillet for retten for forræderi mod sin bror Edvard 4. Clarence var ikke til stede. Edvard retsforfulgte sin bror og krævede, at Parlamentet vedtog en lov om tab af ære, liv og gods mod sin bror, hvori det erklæredes, at han var skyldig i "unaturligt, afskyeligt forræderi", som blev forværret af, at Clarence var hans bror, som, hvis nogen skulle det, skyldte ham loyalitet og kærlighed. Efter hans dom og tab af ære, liv og gods blev han "i stilhed henrettet" i Tower of London den 18. februar 1478 efter traditionen i Bowyer Tower, og kort efter begivenheden spredtes et rygte om, at han var blevet druknet i en tønde med malvasier (en hedvin). Forfatteren til Richard 3.'s biografi, Paul Murray Kendall, mener, at årsagen til, at Edvard var så hård mod sin bror, var, at han gennem biskop Robert Stillington af Bath og Wells havde fundet ud af, at Georg havde ladet hemmeligheden om Edvards ægteskabs ægteskabskontrakt med lady Eleanor Talbot sive ud. Skønt legenden hævder, at Richard 3. stod bag sin brors død, kan det modsatte være sandt: at han forsøgte at forhindre den.

## I Shakespeare
Clarence er en af hovedpersonerne i to af William Shakespeares historiske skuespil: Henrik den Sjette, 3. del og Richard den Tredje. Shakespeare skildrer Clarence som viljesvag og lunefuld. Hans oprindelige skifte fra Edvard 4. til Warwick skyldes hans vrede over Edvards ægteskab med Elizabeth Woodville. På trods af adskillige taler, hvor han proklamerer sin loyalitet over for Warwick og Henrik 6., vender Clarence tilbage til Edvards side, da han ser sine brødre igen. Det tager kun få linjer for dem at få ham til at tilslutte sig Yorkist-fraktionen ved at skamme ham ud. Flere linjer henviser til hans forkærlighed for vin.
Richard den Tredje åbner med, at Gloucester, der har skabt mistanke mod sin bror Clarence om forræderi, ved hjælp af en sandsigerske, der har sået tvivl i kongens sind om sin bror. I første scene arresteres Clarence og føres til Tower. Gloucester sørger klogeligt for Clarences' død, og fremskynder henrettelsesordren og opsnapper kongens benådning, da Edvard skiftede mening. I første akt, fjerde scene, fortæller Clarence om et skræmmende mareridt, hvor han (ved et uheld) er blevet skubbet ud i havet af Gloucester og drukner, og derefter finder sig i helvedet, anklaget for mened af Warwicks og kong Edvards spøgelser. Da han bliver angrebet af snigmordere sendt af Gloucester, beder han veltalende og ædelt om nåde, men bliver stukket og druknet i en vintønde. Det er Clarences' død, der sender Edvard ud ind i et fatalt anfald af skyld. Clarence er den første, der dør i stykket. Hans spøgelse viser sig senere for Gloucester, nu Richard 3., og Henrik Tudor, den senere Henrik 7. af England, inden slaget ved Bosworth Field og forbander sin bror og opmuntrer Henrik.

## Børn
Clarence blev gift med Isabel Neville i Calais under engelsk kontrol den 11. juli 1469. De fik fire børn:
- Anne af Clarence (16. april 1470 – ca. 17. april 1470), som blev født og døde på et skib ud for Calais. Identificeret af nogle kilder som en pige, men af andre som en unavngivet dreng.[5][10]
- Margaret Pole, grevinde af Salisbury (14. august 1473 – 27. maj 1541) gift med Sir Richard Pole; henrettet af Henrik 8.
- Edvard Plantagenet, 17. jarl af Warwick (25. februar 1475 – 28. november 1499) den sidste legitime Plantagenet-arving af den direkte mandlige linje; henrettet af Henrik 7. efter et flugtforsøg fra Tower of London.
- Richard af Clarence (5. oktober 1476 – 1. januar 1477) født i Tewkesbury Abbey, Gloucestershire; døde på Warwick Castle og begravet i Warwick.